# Johannes Ockeghem
Johannes Ockenghem (k. 1410–1497, Tours), còn được viết tên là Jean de, Jan; họ là Okeghem, Ogkegum, Okchem, Hocquegam, Ockegham; là nhà soạn nhạc người xứ Flandre (thuộc Pháp và Bỉ bây giờ). Năm 1443, ông trở thành ca sĩ trong hợp xướng nhà thờ. Sau đó, ông phục vụ tại triều đình Pháp cho 3 đời vua liên tiếp cho đến khi qua đời. Ông là nhà soạn nhạc đầu thời kì giữa Guillaume Dufay và Josquin des Prez. Ông là một trong những nhà soạn nhạc tiêu biểu của thời kì Phục hưng. Sáng tác của ông gồm nhiều bản mass, motet và các chanson. Ông là bậc thầy về phức điệu, đồng thời các ca khúc của ông nổi tiếng.